# Norwegische Schwerwasser-Sabotage

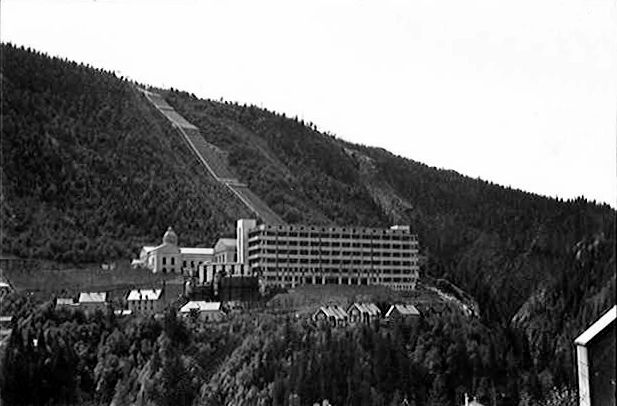
Wasserkraftwerk Vemork mit Schwerwasserproduktionsgebäude (1935)

Die Norwegische Schwerwasser-Sabotage bestand aus mehreren Operationen, die während des Zweiten Weltkrieges sowohl vom norwegischen Widerstand als auch von den Alliierten durchgeführt wurden, um die Nutzung des im norwegischen Kraftwerk Vemork hergestellten Schweren Wassers für die vermutete Entwicklung einer Atombombe durch Nazideutschland zu verhindern.

## Vorgeschichte

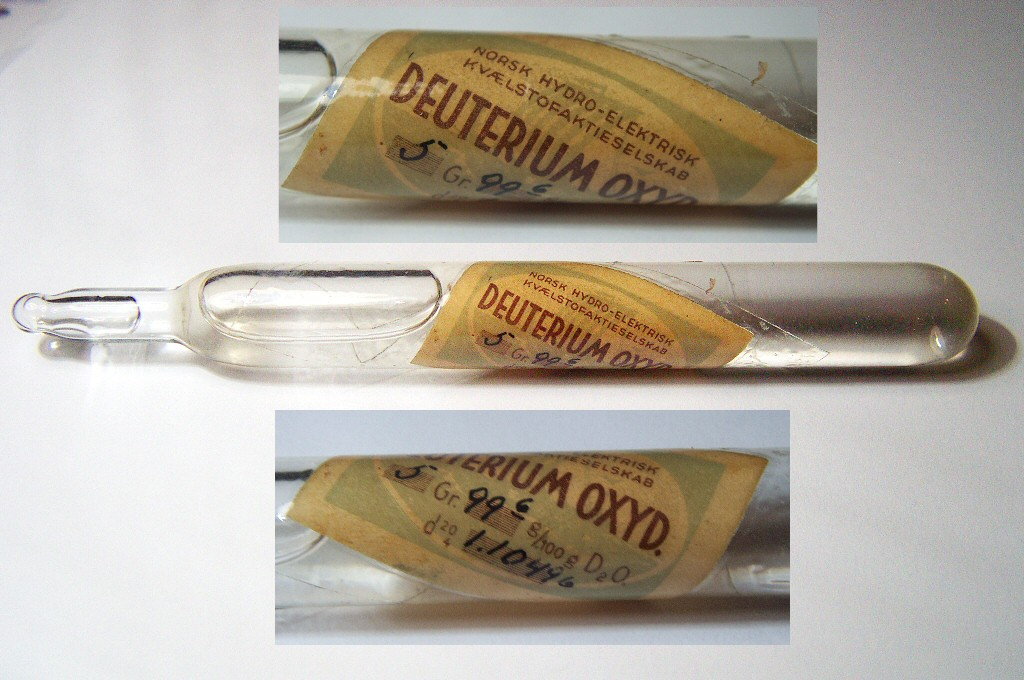
Historische Proben mit Schwerem Wasser, das durch Norsk Hydro in Vemork hergestellt wurde

1933 entdeckten US-amerikanische Wissenschaftler Schweres Wasser. Dabei handelt es sich um Wasser, in dem das Isotop Deuterium angereichert ist. Es kann in einem Kernreaktor verwendet werden, um als Moderator die Neutronen auf eine für die Kettenreaktion geeignete Energie abzubremsen.
Der Produktionsprozess von Schwerem Wasser durch Wasserelektrolyse ist zeitaufwendig. Seinerzeit wurde es in nennenswerten Mengen in Europa nur in der Elektrolyse-Fabrik des norwegischen Kraftwerks Vemork bei Rjukan (Kommune Tinn, Provinz Telemark) durch die Firma Norsk Hydro hergestellt. Es entstand in der Fabrik als Nebenprodukt der Herstellung von Ammoniak, das für die Produktion von Kaliumnitrat (u. a. zur Kunstdüngerherstellung) verwendet wurde. Die notwendige Energie stammte vom damals größten Wasserkraftwerk der Welt, Vemork.
Bereits vor der Besetzung Norwegens 1940 zeigten die Deutschen Interesse an der Fabrik, und die I.G. Farben gaben ein Kaufangebot für das vorhandene Schwere Wasser ab. Sie benötigten es für Experimente im Rahmen des Uranprojekts, das die Erforschung der Kernspaltung und gegebenenfalls die Entwicklung der Atombombe verfolgte. Die Alliierten erfuhren vom Angebot der Deutschen, und eine Gruppe Pariser Wissenschaftler um Frédéric Joliot-Curie, die den Nutzen von Schwerem Wasser als Moderator erkannt hatte, bat den französischen Rüstungsminister Raoul Dautry, die Norweger über die militärische Bedeutung von Schwerem Wasser zu informieren und es selbst zu erwerben. Kurz vor der Besetzung Norwegens durch die Deutschen gelang es Frankreich, die vorhandenen Vorräte an Schwerem Wasser aus Norwegen zu holen und diese im Juni 1940, während der Eroberung Frankreichs, über Bordeaux nach Großbritannien zu bringen. Unmittelbar nach der Besetzung Norwegens forderten die Deutschen, die Produktion des Schweren Wassers deutlich zu erhöhen.

## Vorbereitung und Durchführung

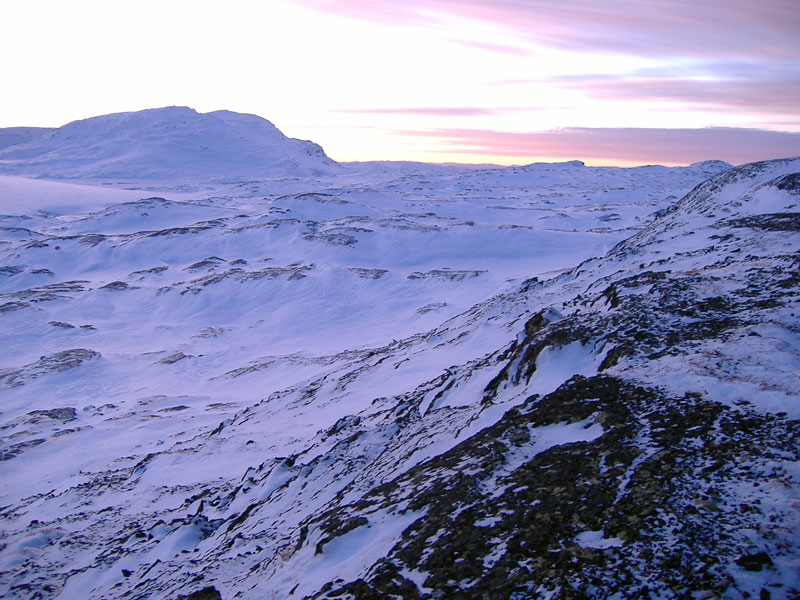
Hardangervidda im Winter.

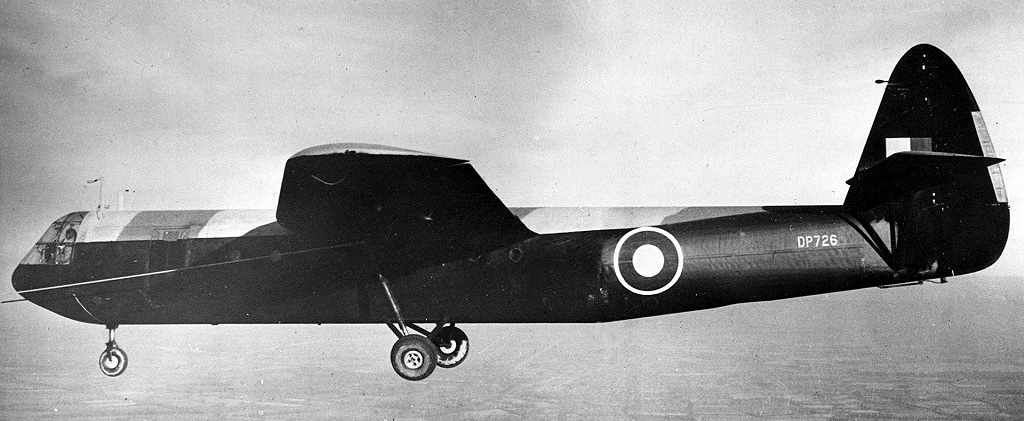
Airspeed Horsa.

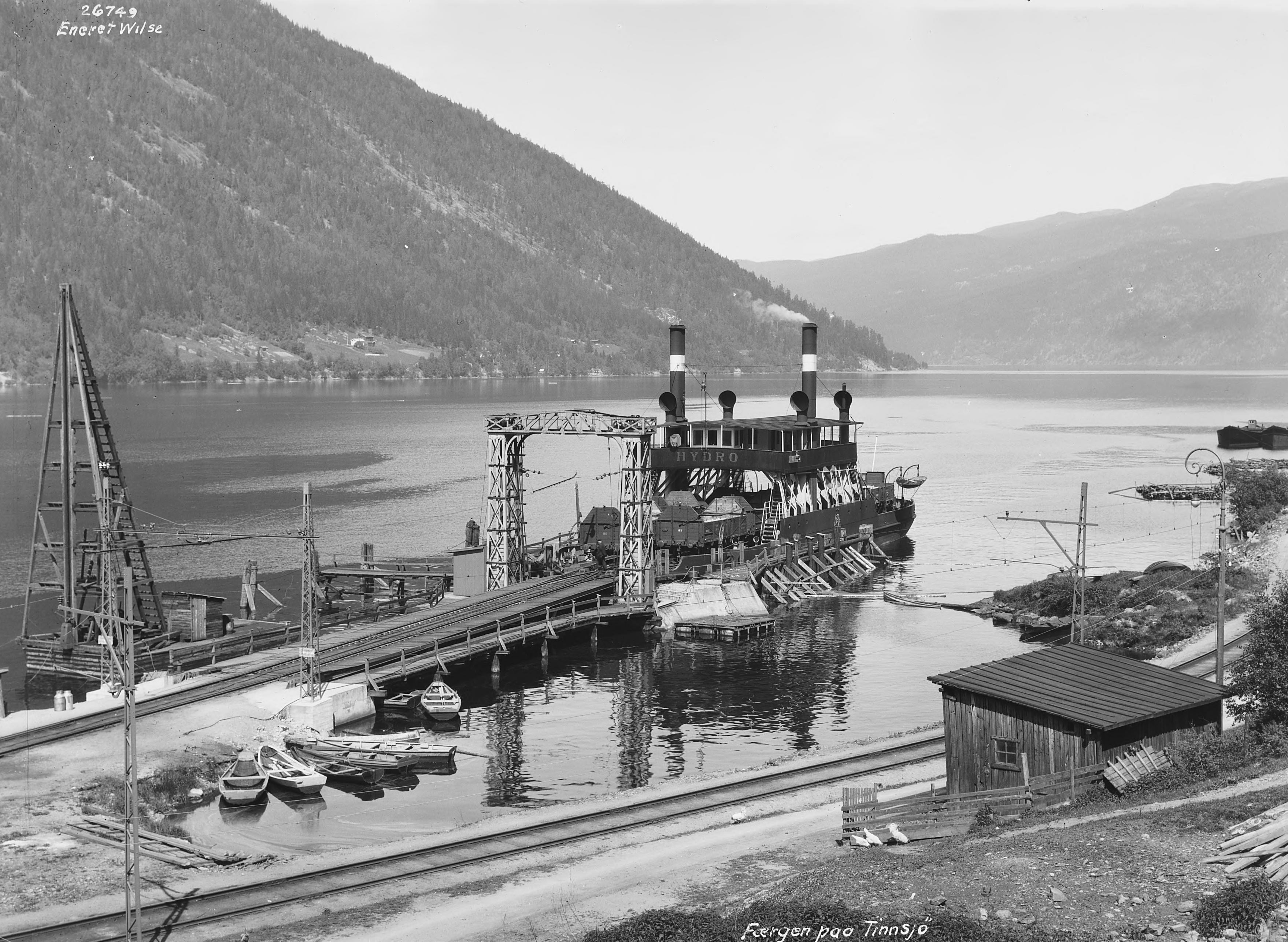
Eisenbahnfähre Hydro, 1925.

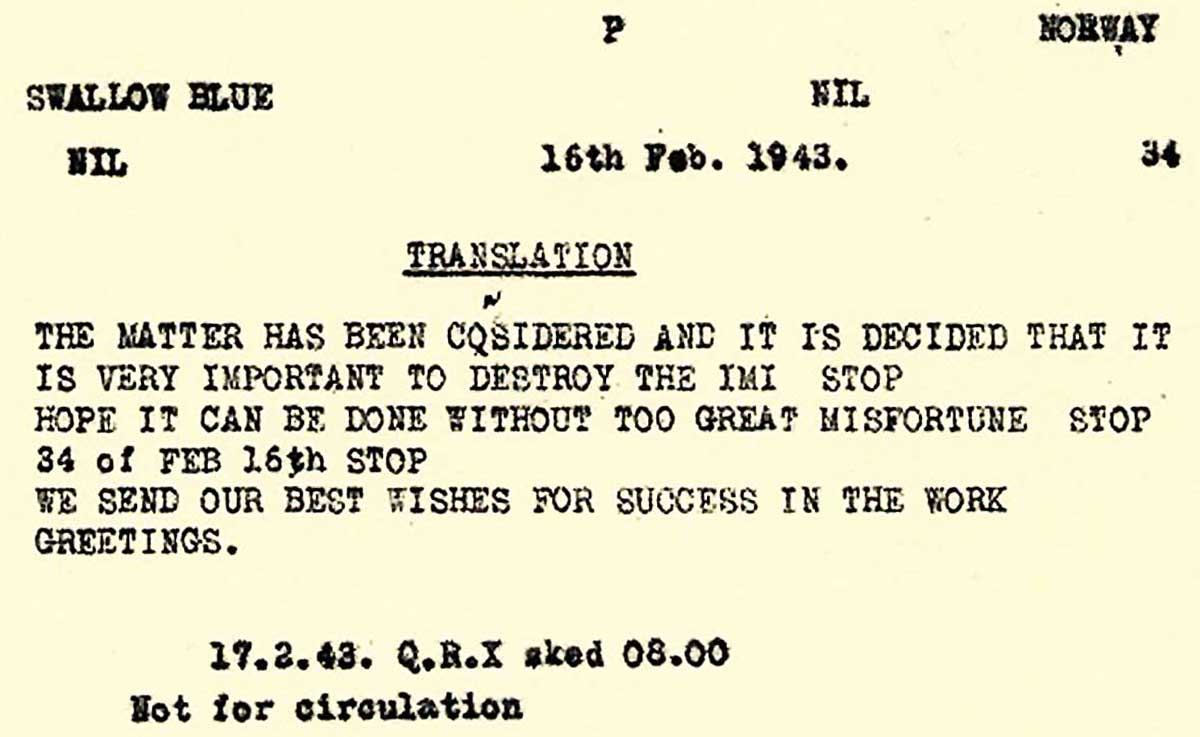
SOE am 16. Februar 1943 an SWALLOW BLUE (Skinnarland) die Aktion durchzuführen.

In Großbritannien wurde 1941 innerhalb der Special Operations Executive (SOE) die norwegische Kompanie Linge gebildet. Zunächst setzte diese den Bauingenieur Einar Skinnarland, der selbst im Kraftwerk gearbeitet hatte, aber nach der Besetzung nach Großbritannien geflüchtet war, per Fallschirm in der Nähe ab. Skinnarland sollte die Einsatzzentrale mit aktuellen Informationen über die Bewachung und etwaige Bewegungen der Deutschen versorgen. Später wurden weitere vier Norweger aus der Gegend, darunter Knut Haugland als Funker, für die Operation Grouse rekrutiert, ein Vorauskommando für die britische Operation Freshman. Mission der Grouse-Gruppe war es, in der Hardangervidda eine für Segelflugzeuge geeignete Landebahn zu finden, diese vorzubereiten, die Gegend auszukundschaften sowie die Briten zu empfangen und zum Einsatzort zu führen.
Am 18. Oktober 1942 sprang die Gruppe Grouse mit Fallschirmen über der Hardangervidda ab, landete aber in unwegsamem Gelände, etwa 15 Kilometer westlicher als geplant. Sie erreichte daher erst am 10. November ihr Ziel, die Sandvass-Hütte. Am 19. November kam die Mitteilung, dass die Freshman-Gruppe in zwei Airspeed Horsa in der bevorstehenden Nacht landen würde. Die Operation wurde jedoch ein Fiasko: Wegen schlechter Sicht konnte der Einsatzort nicht erreicht werden. Nachdem sie zurückbeordert worden waren, mussten die beiden Schleppflugzeuge vom Typ Halifax die Gleiter wegen inzwischen aufgetretener Vereisung ausklinken. Nach Absturz einer Halifax und missglückter Notlandung der beiden Gleiter fanden insgesamt 41 Briten den Tod. 23 Teilnehmer der Operation überlebten zwar den Absturz, wurden aber gefangen genommen, verhört und gemäß Hitlers Kommandobefehl getötet.
Erst Ende Februar 1943, also nach mehr als vier Monaten Aufenthalt von Grouse im norwegischen Winter, begann die alternative Operation Gunnerside: Sechs weitere Mitglieder der Kompanie Linge wurden eingeflogen, um die Schwerwasser-Herstellung in Vemork per Sprengung zu sabotieren. Die Aktion wurde in der Nacht vom 27. auf den 28. Februar 1943 erfolgreich durchgeführt. Alle zehn Beteiligten entkamen unerkannt.
Allerdings gelang es den Deutschen, die Produktion wiederaufzunehmen, was den Alliierten spätestens im Juli bekannt war. Zunächst erwogen US-Amerikaner und Briten eine weitere Sabotageaktion, entschieden sich dann aber für eine Bombardierung. Am 16. November 1943 flogen mehr als 160 Flugzeuge der 8. US-Luftflotte den Angriff. Dabei wurden in Vemork und dem nahe gelegenen Rjukan 20 Zivilisten getötet. Obwohl das Fabrikgebäude stark beschädigt wurde, blieb die Schwerwasser-Produktionsanlage intakt, da sieben Stockwerke, jeweils mit Betondecke, darüber lagen.
Nach diesem massiven Angriff wollten die Deutschen die Anlage schnellstmöglich nach Deutschland verlegen. Zunächst sollte das vorhandene Schwerwasser nach Deutschland gebracht werden; hierzu wurde es am 18. Februar 1944 mit der Rjukanbahn nach Mæl am Tinnsjå (Tinner See) transportiert, wo die Wagen auf die Eisenbahnfähre Hydro verladen wurden, um von dort nach Tinnoset überführt und dann mit der Eisenbahn weitertransportiert zu werden. Der Widerstandskämpfer Knut Haukelid brachte, auf explizite Funkanweisung des britischen Oberkommandos, in der Nacht vor dem Auslaufen Sprengsätze an. Diese versenkten die Fähre an einer der tiefsten Stellen des Sees, wobei das meiste Schwerwasser mit unterging. Allerdings konnten einige Behälter mit Schwerwasser geborgen und nach Deutschland gebracht werden, wo es für die weitere Kernforschung verwendet wurde. Beim Untergang starben 14 norwegische Zivilisten und vier begleitende Deutsche. Diese Kollateralschäden wurden bewusst in Kauf genommen.

## Spätere Untersuchung
In der 1993 vom norwegischen Fernsehsender NRK gedrehten Dokumentation Hydros hemmelighet (Das Geheimnis der Hydro) wird die Frage nach der Effektivität der Versenkung der Fähre aufgeworfen. Im Frühjahr 1993 aus dem Tinnsjå geborgene Fässer enthielten nach chemischer Analyse nur noch einen Anteil von 2,5 % Schwerem Wasser, der Rest war „normales“ Wasser geworden. Die Dokumentation schließt mit mehreren Schrifttafeln:
- „Die Deutschen verloren 500 kg verdünntes Schweres Wasser[5], als die D/F Hydro sank. Erst zwei Wochen später wurde das letzte Schwere Wasser von Rjukan verschickt – unter strenger militärischer Bewachung.[6]“
- „Erst ein halbes Jahr später kamen die Schwerwasserapparaturen in Deutschland an. Bei der Kapitulation fielen sie in die Hände der Sowjets und haben denen sicherlich in ihrer Atomforschung nach dem Krieg geholfen.[7]“
- „Die Schwerwasser-Aktionen waren beim Wettlauf um die Atombombe nicht entscheidend. Deutschland legte die Bombenpläne bereits 1942 auf Eis. Die Sabotagen trugen allerdings dazu bei, dass deutsche Atomwissenschaftler niemals einen Uranreaktor in Gang bekamen.[8]“

## Adaptionen

### Romane
- František Běhounek: Rokle u Rjukanu, von 1966 (tschechisch)
- John D. Drummond: But for These Men, erschienen 1962, in einer späteren Auflage unter dem Titel The Heavy Water Raid veröffentlicht
- Hasso Grabner: Geheimsache Norsk Hydro, Deutscher Militärverlag 1966
- Andrew Gross: The Saboteur, Minotaur Books, New York 2017, ISBN 978-1-250-07951-0
- Amanda Mitchison: Mission Telemark, Walker Books 2010 (Kinderbuch)

### Filmische Adaptionen

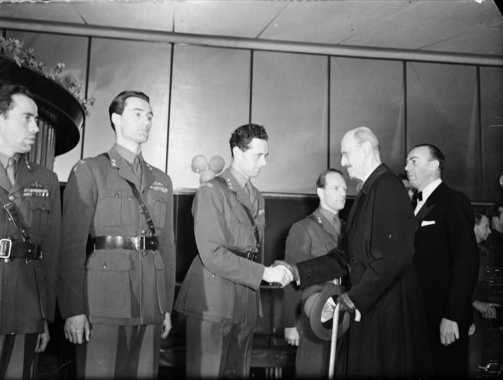
Anlässlich der Premiere des Films Kampf ums schwere Wasser 1948 dankt König Haakon VII. den norwegischen Widerstandskämpfern, die an den Sabotageaktionen beteiligt waren

- 1948 Unter dem Titel Kampf ums schwere Wasser (Kampen om tungtvannet) wurde die Geschichte in Norwegen als halbdokumentarischer Spielfilm erzählt.[9]

- 1965 wurde die Geschichte im britischen Kinofilm Kennwort „Schweres Wasser“ (The Heroes of Telemark) von Regisseur Anthony Mann mit den Hauptdarstellern Kirk Douglas und Richard Harris verfilmt. Der Film stützt sich auf die Bücher Skis Against the Atom und But for These Men.

- 1969 wurden die Sabotageaktionen gegen die Anlage in der Episode Angriffsziel NORSK HYDRO in der Dokumentarreihe Spione, Agenten, Soldaten – Geheime Kommandos im Zweiten Weltkrieg geschildert.

- 2015 strahlte der norwegische Fernsehsender NRK1 die 6-teilige Fernseh-Miniserie Saboteure im Eis – Operation Schweres Wasser (Kampen om tungtvannet), die die Geschichte neu erzählt aus[10], die 2018 erstmals in Deutschland (Das Erste) ausgestrahlt wurde.[11]

### Spiele
Des Weiteren gibt es Videospiele, die die Sabotageaktionen zumindest als eine Mission beinhalten. Dazu gehört auch Battlefield V von 2018.